# Luka Tiodorović
Luka Tiodorović (in serbo Лука Тиодоровић?; Podgorica, 21 gennaio 1986) è un ex calciatore montenegrino, di ruolo centrocampista.

## Palmarès

### Club

#### Competizioni nazionali
- Campionato montenegrino: 1

Mogren: 2008-2009
- Coppa del Montenegro: 1

Mogren: 2007-2008